# Zuzanna Araszkiewicz

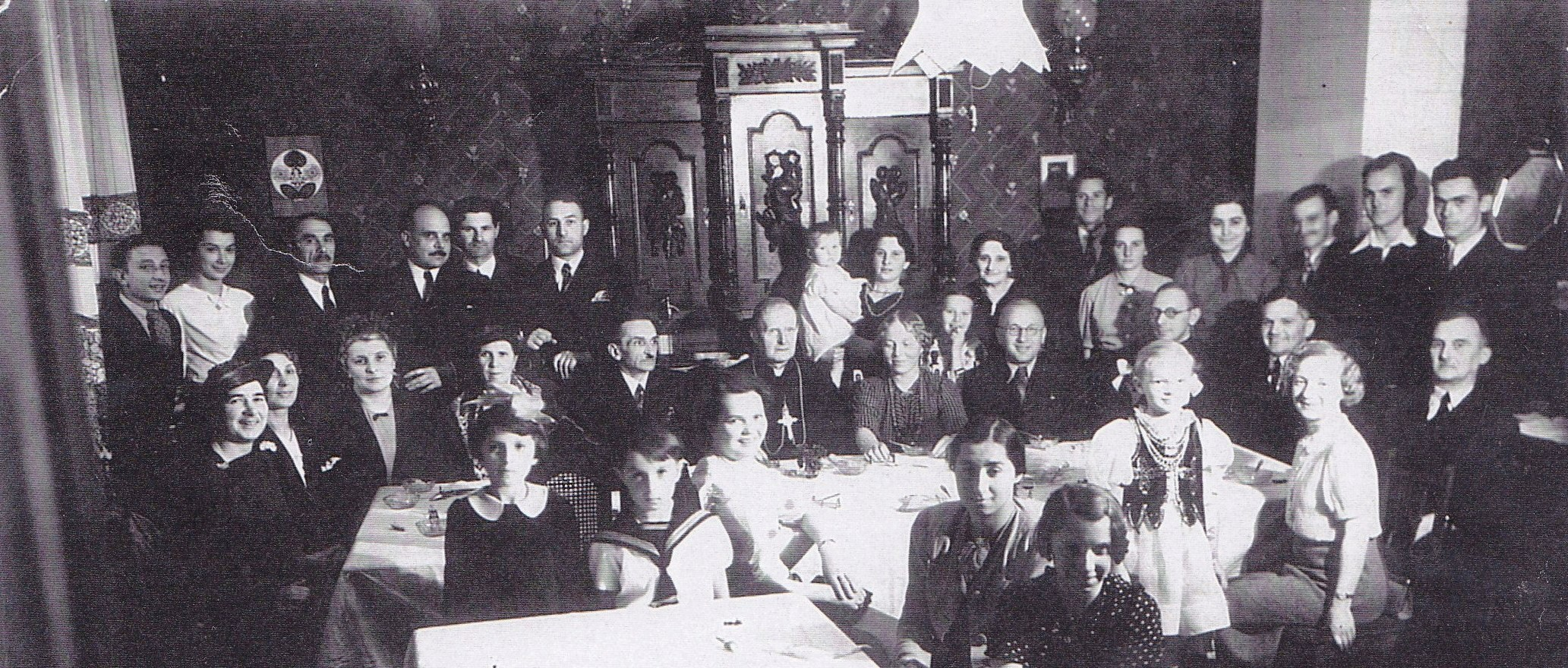
Uroczystość po chrzcie Katarzyny Piskorskiej w 1938 roku. Stoją m.in. Leonard Piskorski (3. od lewej), Przemysław Podgórski (4.), Aleksander Kamiński (5.), Tomasz Piskorski (6.), Katarzyna Piskorska (7., na rękach matki, Marii Piskorskiej, 8.), Anna Piskorska (9., dziecko), Anna Podgórska (10.), Zuzanna Dieuleveut Kaulek (13.), Witold Podgórski (14.), Kazimierz Cetnarowicz (15., drugi od prawej). W centrum siedzi sufragan warszawski Antoni Szlagowski, na lewo od niego siedzi Jean Lucien Dieuleveut-Kaulek (ojciec Zuzanny), najbardziej na lewo siedzi Urszula Niepokojczycka, na prawo od Antoniego Szlagowskiego siedzą Wanda Gentil-Tippenhauer (matka chrzestna), Kazimierz Gorzkowski (ojciec chrzestny) i Jan Mauersberger. Przed Antonim Szlagowskim siedzi bokiem Janina Jurkiewicz.

Zuzanna Araszkiewicz (ur. 3 lipca 1919 w Warszawie, zm. 24 stycznia 2000 tamże) – polska lekarka, internistka, doktor habilitowana nauk medycznych, docent w Instytucie Gruźlicy i Chorób Płuc w Warszawie.

## Życiorys
Ukończyła studia na Wydziale Lekarskim Uniwersytetu Warszawskiego w 1946 roku. I specjalizacja w 1953 roku, II specjalizacja w 1959 roku, doktorat w 1965 roku, habilitacja w 1976 roku.
Po ukończeniu studiów pracowała jako lekarz stażysta w Klinice Gastrologicznej Akademii Medycznej w Warszawie, następnie – w latach 1949–1953 – jako asystent-wolontariusz w I Klinice Chorów Wewnętrznych na tejże uczelni. Od 1953 roku pracowała w Instytucie Gruźlicy i Chorób Płuc w Warszawie, gdzie była kolejno asystentem, starszym asystentem i adiunktem, a od 1978 roku – docentem. 
Jednocześnie pracowała w Lecznicy Ministerstwa Zdrowia w Warszawie (1952–1957) i Przychodni Przyklinicznej Instytutu Gruźlicy w Warszawie (od 1967 roku). Była wykładowczynią w Studium Doskonalenia Lekarzy w Warszawie (1953–1961), w Centrum Medycznego Kształcenia Podyplomowego (1975–1981) i na II Wydziale Lekarskim Akademii Medycznej w Warszawie (od 1983 roku).
W 1972 roku przebywała na stażu naukowym w Centre du Métabolisme Phosphocalique w Paryżu.
Zajmowała się głównie metabolizmem wapnia, zaburzeniami w chorobach nerek i tarczycy w czasie unieruchomienia, a zwłaszcza pod wpływem stosowania leków przeciwprątkowych i cytostatycznych. Była autorką lub współautorką 51 prac naukowych. W bazie US National Library of Medicine. National Institutes of Health znajdują się referencje do 47 prac z lat 1960-1992.
W latach 80. wspierała działalność opozycji demokratycznej w PRL. Udostępniała swoje mieszkanie i samochód na cele tych działań. W 1982 roku, w czasie stanu wojennego odegrała ważną rolę w przeniesieniu Elżbiety Regulskiej z obozu internowania w Gołdapi do szpitala, gdzie była lekarką, na podstawie jej nieprawdziwej diagnozy.

## Życie prywatne
Zuzanna Dieuleveut-Kaulek była jednym z dwojga dzieci Jeana Luciena Dieuleveut-Kauleka (1871–1941, nauczyciela języka francuskiego Romaina Gary'ego, o czym Gary pisze w książce Obietnica poranka (La promesse de l'aube), 1960, wydanie polskie w 1964 roku) i Łucji z domu Piskorskiej (1886–1935), córki Wacława Piskorskiego i siostry m.in. Leonarda Piskorskiego i Tomasza Piskorskiego.
Zuzanna Dieuleveut-Kaulek wyszła za mąż za Stanisława Araszkiewicza (przedwojennego posła, powojennego wiceministra), z którym miała syna Andrzeja (ur. w 1947 roku).
Po śmierci została pochowana w Alei Zasłużonych (w grobie, w którym już wcześniej leżał jej mąż) na Cmentarzu Wojskowym na Powązkach w Warszawie (kwatera 32A-tuje-16).

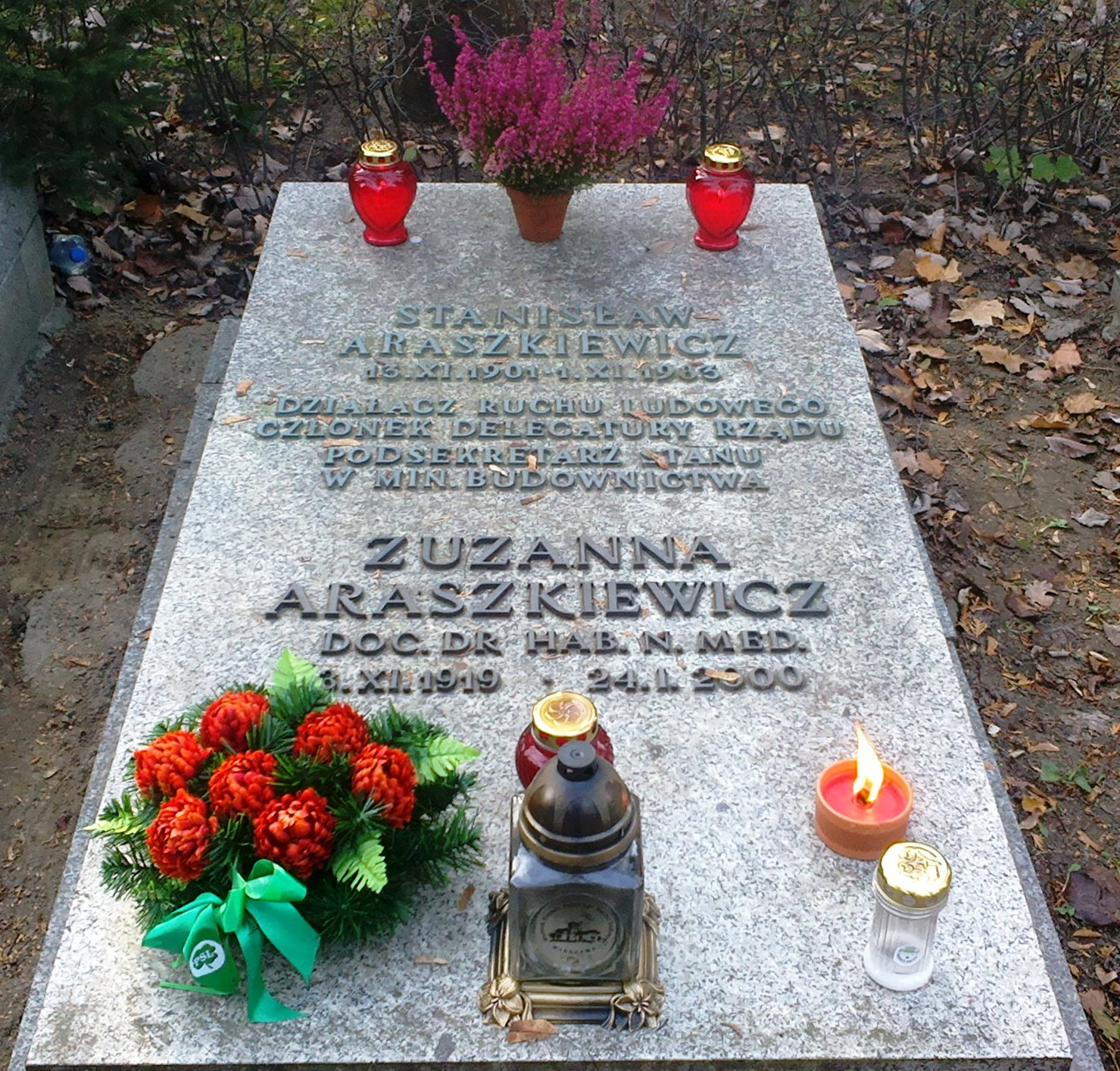
Grób Stanisława i Zuzanny Araszkiewiczów w Alei Zasłużonych Cmentarza Komunalnego na Powązkach w Warszawie